# Luis Menezes
Luis Menezes Braga (Lima, Perú, 29 de mayo de 1958) es un actor y director de teatro peruano. Ha desarrollado su carrera en televisión, teatro y cine, participando en diversas producciones y ejerciendo también labores de dirección y producción teatral.

## Biografía
Hijo de Guilherme Menezes Braga y Ninia del Águila, inició su formación atcoral a los 16 años en el Taller de Teatro de la Asociación Cristiana de Jóvenes (YMCA). Posteriormente se formó como actor en el Club de Teatro de Lima,
donde fue alumno de Reynaldo D’Amore y Sergio Arrau, egresando en 1986.

## Carrera Teatral
Ha participado en más de veinte obras de teatro, incluyendo clásicos como Monserrat (1980), Antígona de Sófocles (1984), El mercader de Venecia de William Shakespeare (1985), El enfermo imaginario de Molière (2000) y Bodas de sangre de Federico García Lorca (2006), entre otras.
Entre 2002 y 2010 dirigió y produjo teatro infantil en el Teatro Satchmo de Miraflores, con obras como Cenicienta, La Caperucita Roja y el lobo feroz, La Hija de Cenicienta, Blanca Nieves y los Siete Enanos, El Flautista de Hamelin, El Mago de Oz y La Bella Durmiente.
En 2024 y 2025 participó en las obras Quiero ser actor
y La Herencia.
.

## Televisión
Debutó en televisión en 1985 en el programa humorístico Risas y Salsa de Panamericana Televisión. Desde entonces ha trabajado en diversas producciones cómicas, telenovelas y series peruanas, como Mil oficios (2001), Así es la vida (2004), Al Fondo hay sitio, con el personaje de el Mayor Bermúdez (2009–2016, 2022–2025),
De vuelta al barrio (2017–2019), Cumbia pop (2017) y Mujercitas (2017).
También ha intervenido en series como Luz de Luna (temporadas 2 y 3, 2022–2023), Maricucha 2 (2023), Perdóname (2023), Los otros Concha (2024), Tu nombre y el mío (2024), Eres mi sangre (2025) y Luchar por un sueño (2025).

## Cine
Su trayectoria cinematográfica incluye títulos como Rehenes (2005),
La huerta perdida (2006), Así Nomás (2015), Canción sin Nombre (2017), Los Doce Apóstoles (2017) y Caiga quien caiga (2017).

## Estilo y formación
Además de su labor actoral, ha trabajado como director y productor. Entre 2002 y 2010 lideró la productora L.M. Producciones, enfocada principalmente en obras de teatro infantil. Ha señalado la influencia de maestros como Reynaldo D’Amore, Sergio Arrau, Efraín Aguilar, Guillermo Guille y Carlos Velásquez en su formación y estilo.